# 보텍스 튜브

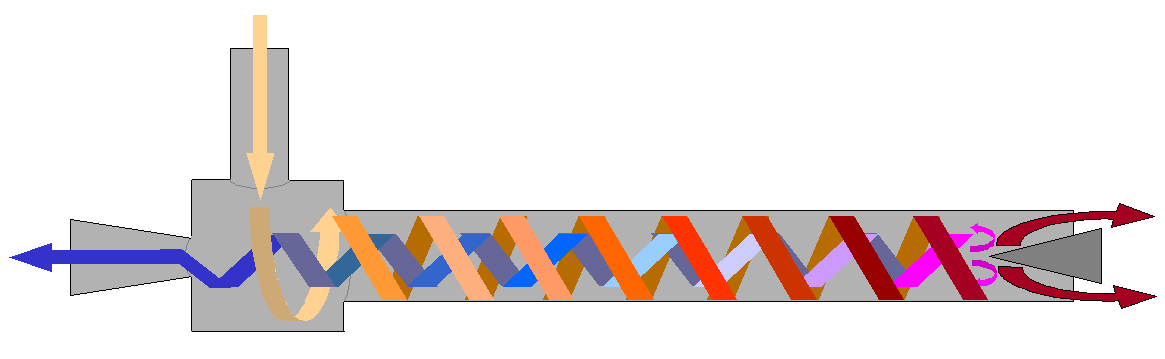
Separation of a compressed gas into a hot stream and a cold stream

보텍스 튜브(vortex tube), 다른 말로 Ranque-Hilsch vortex tube라고도 하며 압축된 기체를 뜨거운 흐름과 차가운 흐름으로 분리시킨다. 뜨거운 부분의 온도는 200°C까지 올라가고 차가운 쪽 온도는 -50°C까지 떨어뜨릴 수 있다. 또한 가동부(moving part)가 없는 것이 특징이다.
압축된 공기가 와류실(swirl chamber)을 향해 분출되면 빠른속도로 가속되며 회전한다. 튜브 끝에 있는 원뿔형 노즐때문에 튜브 바깥에서 회전하던 기체만 밖으로 빠져 나간다. 빠져나가지 못한 나머지 기체는, 바깥 소용돌이(vortex) 안쪽에서, 반대 방향으로 되돌아가는 힘을 받아 소용돌이를 일으키며 되돌아가게 된다.
보텍스 튜브의 원리에 대해서는 여러 종류의 설명이 있고 어떤 설명이 제일 옳고 정확한 지 의견이 분분하다.
하지만 대체로 "고형 회전(solid body rotation)" 부분에 대해서는 동의한다. 고형회전이란, 외부 소용돌이와 내부 소용돌이의 회전률(즉, 각속도)가 같다는 것인데 이는 일반적인 소용돌이의 거동과 다르다(일반적인 소용돌이는 내부가 외부보다 빠른 속도로 돈다).

## 역사
보텍스 튜브는 1933년 프랑스 물리학자 Georges J. Ranque가 발명하였다. 이를 독일 물리학자 Rudolf Hilsch가 디자인을 향상시키고, 1947년 널리 읽히는 논문을 냈으며 Wirbelrohr(whirl pipe)라 이름 붙였다. 1967년에는 Linderstrom-Lang에 의해 산소-질소, 이산화 탄소-헬륨, 이산화탄소-공기 혼합기체를 분리시키는 데 쓰였다. 보텍스 튜브는 또한 적당량의 액체에도 사용될 수 있다고 한다. 1998년 R.T.Balmer가 물을 이용하여 실험했다. 여기서, 주입구 압력이 충분히 높으면(20~50bar), 액체 또한 보텍스 튜브에서 열에너지 분리 현상을 일으킬 수 있음이 밝혀졌다.

## 효율
보텍스 튜브는 현존하는 에어컨보다 효율이 떨어진다. 따라서 압축 공기를 쓸 수 있을 때, 특정 장소 냉각에만 쓰인다.

## 응용

### 현재
상업용 보텍스 튜브는 보통 산업용으로 쓰인다. 가동부도, 전기도, 염화불화탄소도 없이, 오직 압축된 공기만으로 냉각기능을 발휘한다.

## 같이 보기
- 열펌프
- 맥스웰의 도깨비